# Parque regional Tilden

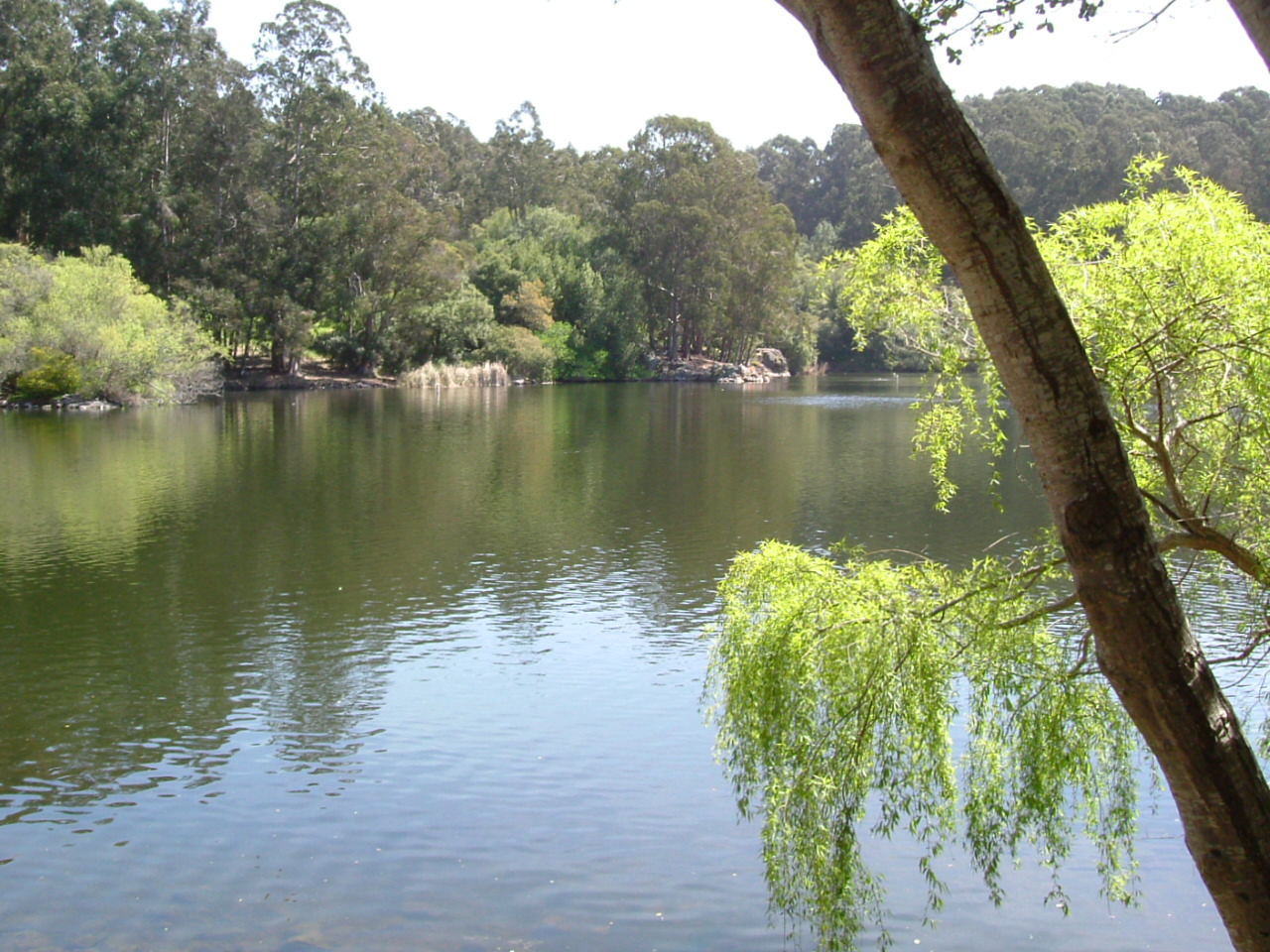
Lago Anza en el Parque Regional Tilden.

Parque Regional Tilden, también llamado "Tilden", es un parque regional de 2.079 acres en el Este de la Bahía, una parte del Área de la Bahía de San Francisco en California. Se encuentra entre las Colinas Berkeley y Cresta San Pablo.
Parque Regional Tilden fue nombrado por Charles Lee Tilden, un abogado y empresario del Área de la Bahía, que compró mucho de la tierra para preservar yermo restante para el disfrute público. Tilden también sirvió como el primero presidente de la Junta Directiva del Distrito de Parques Regionales del Este de la Bahía, de que Tilden es una parte.

## Ubicación
El parque es administrado por el Distrito de Parques Regionales del Este de la Bahía, y fue creado a partir de la primera tierra que compró el Distrito en el año 1936. En gran parte se encuentra en las áreas no incorporadas del Condado de Contra Costa. El parque ofrece vistas de la Bahía de San Francisco y al Monte Diablo.

## Atracciones
El parque contiene muchos senderos, un modelo de granja, un edificio de educación ambiental, un campo de golf, un ferrocarril de vapor en miniatura, y el Jardín Botánico de los Parques Regionales.